# Robotech
Robotech (eng. Robotech) je animirana serija čija su tematika tri uzastopne vanzemaljske invazije na Zemlju. U kontekstu serije, ”Robotek” se odnosi na Robotehnologiju, naprednu znanost i tehnologiju koja je nastala proučavanjem vanzemaljskog broda koji se srušio na otok u južnom Pacifiku. Robotehnologija je omogućila stvaranje mekova, golemih borbenih robota, od kojih je veliki broj njih mogao da se transformira u vozila (pretežno borbene zrakoplove) zbog veće pokretljivosti na bojištu.
Robotech je bio jedan od prvih animea emitiranih u Sjedinjenim Državama koji je uglavnom uspio da sačuva kompleksnost i dramu koja je bila prisutna u originalnim japanskim djelima. Robotech je nastao u suradnji Harmony Golda i Tatsunokoa. Priča Robotecha je nastala kombinacijom sadržaja i dijaloga tri različite meka anime serije: Superdimenzionalna utvrda Makros, Superdimenzionalna konjica: Južno križanje i Genesis Climber Mospeada. Harmony Gold je navodio da je razlog kombiniranja ove tri nepovezane serije, bila njegova namjera da ponudi Makros američkim sindikalnim televizijskim postajama, koje su u to vrijeme zahtijevale minimum od 65 epizoda (13 tjedana po 5 epizoda tjedno). Makros i druge dvije serije su imale mnogo manje epizoda nego što je bilo traženo, pošto su one prvobitno prikazivane u Japanu jednom tjedno.

## Produkcija
Harmony Gold je angažirao američke pisce za prilagodbu scenarija tri japanske serije. Ovaj složeni proces je nadgledao producent Karl Macek, pionir anime-industrije u SAD-u. Prilagođavanje Roboteka je trajalo 9 mjeseci, iako je pisac i jedan od glumaca Gregori Snegov rekao da bi u idealnim uvjetima to trebalo da traje 18 mjeseci. Scenaristi originalnih japanskih serija nisu bili navedeni u konačnom izdanju. Makros, Južno križanje i Mospeada su tako redom postale Makros saga, Gospodari Roboteka i Nova Generacija.
Kombiniranje je rezultiralo pričom koja spaja tri generacije ljudi koji se moraju boriti u tri uzastopna razorna Robotech rata zbog moćnog izvora energije zvanog Protokultura. Prvi Robotech rat se odnosi na borbu čovječanstva protiv golemih ratnika Zentraeda koji su poslani da pokupe oštećeni svemirski brod u kojem se nalazio posljednji znani izvor Protokulture u svemiru. U Drugom Robotech ratu, njihovi vladari, Gospodari Robotecha, pokušavaju da nastave tamo gdje su Zentraedi stali. U Trećem Robotech ratu, vanzemaljska rasa Invida je privučena na Zemlju događajima koji su se odvijali na kraju Drugog Robotech rata i na povratničkim Robotech ekspedicijskim snagama je da se bore s njima.
Originalni japanski anime Južno križanje je prvobitno zamišljen da bude velika svemirska opera, ali je ukinut zbog niske gledanosti u Japanu prije no što je uopće uspio doći do nekakvog kraja. Obrada tog animea kao sage o Gospodarima Robotecha je čak povećala i popularnost samog Južnog križanja.
Harmony Gold je pokušao napraviti nekoliko nastavaka, od kojih je najznačajniji Robotech 2: Stražari (eng. Robotech II: Sentinels), ali je imao dovoljno materijala za samo par epizoda. Kao najvažniji razlozi za propast projekta navode se problemi s licenciranjem igračaka i promjenom odnosa između jena i dolara. Saga o Stražarima je nastavljena (produljena) kroz novele Jacka McKinneya i brojne stripove (drugih autora).
Harmony Gold je objavio na sajmu AnimeExpo 2004. godine da je najnovija serija Robotech: Mračne kronike (eng. Robotech: The Shadow Chronicles) u procesu izrade. Prvi trailer je prikazan godinu dana kasnije na AnimeExpou (2005. godine) za dvadesetu godišnjicu Robotecha. Potvrđeno je da će serija imati premijeru u obliku 90-minutnog DVD-izdanja koje će biti popraćeno s 26 epizoda namijenjenih ili televiziji ili izravnoj distribuciji, ali točan datum izlaska nije bio određen.